# Cyril Dessel
Cyril Dessel, né le 29 novembre 1974 à Rive-de-Gier (Loire), est un coureur cycliste français, professionnel de 2000 à 2011.

## Biographie
Champion de France espoirs du contre-la-montre en 1996, Cyril Dessel devient stagiaire la même année dans l'équipe professionnelle Festina. Déçu de ne pas être conservé pour la saison suivante, il passe deux saisons difficiles chez les amateurs. Il travaille alors chez Decathlon, et est prêt à arrêter le cyclisme lorsqu'il rejoint l'équipe Saint-Étienne-Loire. Sa saison 1999 lui permet de passer  professionnel l'année suivante au sein de la nouvelle équipe française Jean Delatour, à l'âge de 25 ans. 
Ses deux premières années professionnelles sont plutôt modestes en termes de résultats malgré une victoire au Grand Prix Ost Fenster au Luxembourg. Il participe cependant à son premier Tour d'Espagne, qu'il termine à la 99e place. En 2002, il prend la troisième place du Grand Prix de la Marseillaise et participe pour la première fois au Tour de France. Il est contacté pour la saison suivante par l'équipe suisse Phonak, dont le sponsor, fabricant d'appareils auditifs, est intéressé par les problèmes auditifs que connaît Dessel. 
L'année suivante, il termine 9e du Critérium du Dauphiné libéré, mais son équipe n'est pas sélectionnée pour le Tour de France. En 2004, après un bon début de saison marqué par une deuxième place à Saint-Étienne sur une étape du Critérium du Dauphiné libéré, il termine deuxième du championnat de France à Pont-du-Fossé, battu par Thomas Voeckler. Il croit alors pouvoir participer au Tour de France, mais il n'est finalement pas sélectionné par son directeur sportif. Cette déception le pousse à quitter l'équipe Phonak en fin de saison et à rejoindre l'équipe AG2R Prévoyance. Il y retrouve le directeur sportif Julien Jurdie, avec qui il a couru chez les amateurs dès 1991, et pour la première fois un statut de leader. 
En 2005, Dessel est victime d'une crise d'appendicite qui l'empêche de participer au Tour de France. Avec les arrivées de Christophe Moreau et Francisco Mancebo l'année suivante, Dessel redevient équipier. Début 2006, il remporte une étape et le classement général final du Tour méditerranéen. Il est sélectionné pour son deuxième Tour de France. Lors de la 10e étape arrivant à Pau, il se classe second au terme d'une échappée avec Juan Miguel Mercado, et endosse le maillot jaune, ainsi que le maillot du meilleur grimpeur. Il perd son maillot le lendemain pour 8 secondes au profit de Floyd Landis. Grâce à sa résistance dans les Alpes, notamment à La Toussuire, où il prend la huitième place face aux favoris du Tour, il finit le Tour 2006 à la 6e place, premier Français, devant Christophe Moreau, son coéquipier, 7e. Quelques semaines plus tard, il confirme ses bonnes dispositions en remportant une étape et le classement général final du Tour de l'Ain. 
L'année 2007 s'avère beaucoup moins heureuse pour Cyril Dessel. Affaibli par une toxoplasmose, il participe au Tour de France à la demande de son équipe, puis abandonne et met fin à sa saison. Dans L'Équipe à la fin de sa carrière, Dessel estime ne s'être jamais remis de cette maladie, malgré sa remarquable saison 2008.
En mai 2008, il retrouve un comportement offensif. En l'espace d'un mois, il remporte les étapes-reines des Quatre Jours de Dunkerque et du Tour de Catalogne et la première étape de montagne du Dauphiné libéré en menant à terme ses échappées, puis le 22 juillet emporte la 16e étape du Tour de France, entre Cuneo et Jausiers.
Par la suite, il connaît trois saisons difficiles jusqu'à la fin de sa carrière, fin 2011. Il dispute son ultime compétition à l'occasion de la Vuelta, qu'il termine soixantième.
En 2015, il retrouve l'EC Saint-Étienne Loire en tant que conseiller technique, puis directeur sportif. À partir de 2017, il exerce cette fonction au sein d'AG2R La Mondiale.

## Palmarès

### Palmarès amateur
| - 1992 - 2e étape de la Flèche Maratoise - 3e de la Flèche Maratoise - 3e du Tour de la Vallée de la Trambouze - 1993 - 1 étape du Tour du Valromey (contre-la-montre) - 1994 - Circuit de Côte-d'Or - Prix de Riorges - 1995 - 3e étape du Tour du Pays Roannais (contre-la-montre) - 2e étape du Circuit des Monts vauclusiens (contre-la-montre) - 1996 - Champion de France du contre-la-montre espoirs - Champion du Lyonnais sur route - Souvenir Philippe-Peugnet (contre-la-montre) - 2e étape du Tour du Pays Roannais (contre-la-montre) - 2e étape du Circuit des Monts vauclusiens (contre-la-montre) - 2e du Grand Prix Mathias Nomblot - 3e de La Tramontane | - 1997 - La Tramontane - 2e étape du Circuit des Monts vauclusiens (contre-la-montre) - 1999 - 3e étape du Circuit de Saône-et-Loire - 3e étape du Tour du Pays Roannais - Prix du Conseil Général du Val-d’Oise - Grand Prix de Cours-la-Ville - 2e du championnat du Lyonnais sur route - 3e du Grand Prix de Saint-Symphorien-sur-Coise |  |

### Palmarès professionnel
| - 2000 - Grand Prix Ost Fenster - 2002 - 3e du Grand Prix d'ouverture La Marseillaise - 2003 - 9e du Critérium du Dauphiné libéré - 2004 - 2e du championnat de France sur route - 10e de la Classique des Alpes - 2006 - Tour méditerranéen : - Classement général - 4e étape - Tour de l'Ain : - Classement général - 1re étape - 6e du Tour de France | - 2008 - 5e étape des Quatre Jours de Dunkerque - 2e étape du Tour de Catalogne - 4e étape du Critérium du Dauphiné libéré - 16e étape du Tour de France - 6e du Critérium du Dauphiné libéré |  |

## Résultats sur les grands tours

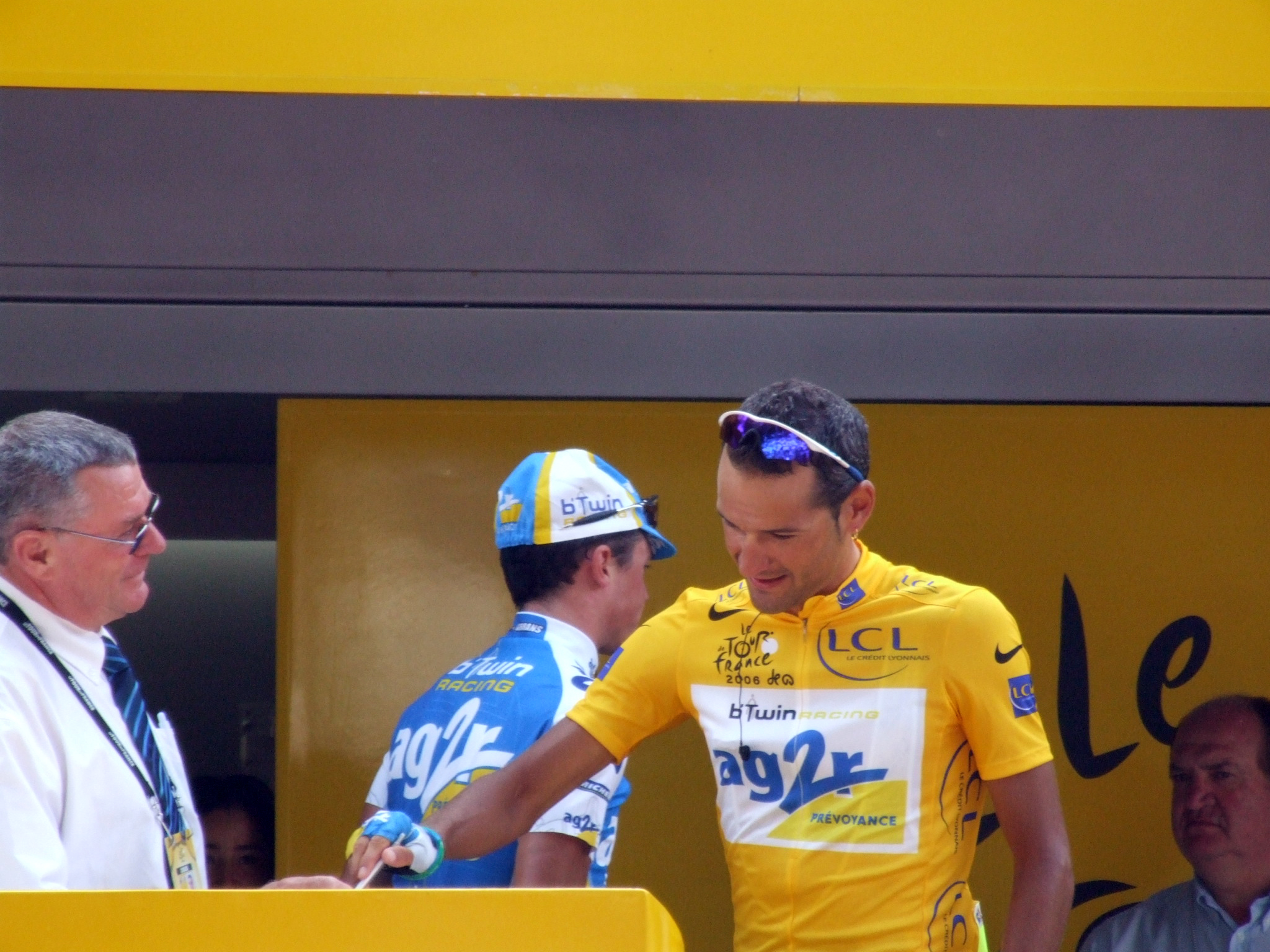
Cyril Dessel en jaune lors du Tour de France 2006

### Tour de France
5 participations
- 2002 : 113e
- 2006 : 6e,  maillot jaune pendant 3 jours[7]
- 2007 : abandon (15e étape)
- 2008 : 28e, vainqueur de la 16e étape
- 2009 : abandon (17e étape)

### Tour d'Italie
1 participation
- 2011 : 99e

### Tour d'Espagne
4 participations
- 2000 : 99e
- 2003 : abandon
- 2006 : non-partant (16e étape)
- 2011 : 60e

## Classements mondiaux
| Année              | 2005 | 2006 | 2007 | 2008 |
| ------------------ | ---- | ---- | ---- | ---- |
| Classement ProTour |      | 55e  | 237e | 48e  |
| UCI Europe Tour    | 862e |      |      |      |

## Divers
Cyril Dessel a publié en 2009, aux éditions de Phénicie, Mes Rêves en jaune au pays des Verts, une autobiographie réalisée en collaboration avec l’écrivain Philippe Besson. 